# Castillo del Reloj
El castillo del Reloj o castillo Real es una fortaleza de origen musulmán del siglo XI, si bien los restos actuales corresponde al siglo XIV y localizado en el municipio zaragozano de Calatayud, España.

## Situación
Rodeando la ciudad alta de Calatayud, existe un recinto fortificado que une cinco castillos situados sobre sendos cerros unidos por casi cuatro kilómetros de murallas. Uno de esos castillos es el castillo del Reloj. Está situado al Sur del Castillo de Ayyub y al este del Castillo de Doña Martina.

## Historia
Según diversas fuentes, Calatayud fue fundada en el 716 por Ayyub ben Habib al Lajmi en lo que hoy conocemos por castillo de Doña Martina. El historiador Al-Udri narra como en el 862 Muhammad I, encomendó la misión de ampliar las fortificaciones de Calatayud a Abderramán ben Abdelaziz el Tuyibí, con el fin de poder defender la ciudad de los Banu Qasi, señores de Zaragoza.
Durante el emirato de Córdoba, Calatayud formaba parte de la Marca Superior, cuyo centro era Zaragoza, siendo cabecera de un distrito que incluía Daroca. Abderramán III tomó Calatayud en el 937 ya que formaba parte de la rebelión de los tuyibíes de Zaragoza contra el califato. Ya en 1031, Calatayud era una de las principales ciudades del reino taifa de Zaragoza, momento de gran esplendor económico y cultural que duraría aproximadamente hasta el 1110, salvo un breve periodo de semiindependencia, en que acuñó su propia moneda y se declaró taifa independiente hacia el año 1050, con Muhammad ben Hud.
En el año 1110 los Almorávides tomaron el control de la península tratando de contener el avance de la reconquista pero poco pudieron hacer, ya que en 1120, Alfonso I de Aragón, dos años después de haber tomado Zaragoza, sitió Calatayud, que se rindió, como gran parte de la zona, tras conocer la derrota de los almorávides en la batalla de Cutanda.
João Baptista Lavanha en su Itinerario del Reyno de Aragón (1610-1611), lo describió como palacio y en el Diccionario geográfico-estadístico-histórico de España y sus posesiones de Ultramar de Pascual Madoz aparece que aún se conserva bien. En 1876 se realizaron transformaciones que permitieran el uso militar y posteriormente fue abandonado.

## Características
Los restos actuales los constituyen una masa de tapial, que en su día estuvo cubierta de ladrillo, de planta rectangular de unos 80 metros de longitud y que reviste la roca que existe bajo ella.
Existe un lienzo de muralla que desciende desde el castillo de Ayyub, pues el castillo del Reloj se encuentra en una cota inferior al sur del castillo de Ayubb, y que sirven de cierre al recinto amurallado. Conserva unas cámaras circulares subterráneas excavadas en la roca.
En la parte alta del castillo, entre dos pilares a modo de espadaña, está la campana que Pedro IV entregó en 1366 a Calatayud en reconocimiento por su heroísmo durante la guerra de los Dos Pedros, que estuvo colocada en la torre que describía Pascual Madoz y que hoy no existe.
La citada campana es refundición de la original y es llamada el RELOJ TONTO, y de ahí el nombre del castillo.
Dentro del recinto se conservan también bastantes bolaños de la artillería medieval.